# Duane Harmer
Duane Harmer, född 3 juni 1974, är en kanadensisk ishockeyspelare som spelar för Södertälje SK. Det är hans andra svenska ishockeyklubb, då han spelat en kortare tid för Skellefteå AIK 2007. Han har tidigare under karriären representerat en mängd olika AHL klubbar.